# Šrucha
Šrucha (Portulaca) je podle současného taxonomického pojetí jediný rod čeledi šruchovité (Portulacaceae) vyšších dvouděložných rostlin z řádu hvozdíkotvaré (Caryophyllales). Jsou to dužnaté byliny s jednoduchými listy a pravidelnými květy. Rod zahrnuje asi 116 druhů a je rozšířen v teplejších oblastech celého světa. V květeně České republiky se jako neofyt vyskytuje šrucha zelná. Šrucha velkokvětá je v různých kultivarech pěstována jako okrasná letnička.

## Popis
Šruchy jsou jednoleté nebo vytrvalé byliny s plazivým nebo vystoupavým stonkem. Kořeny jsou hlízovité, dužnaté, vláknité nebo mrkvovité. Listy jsou vstřícné nebo střídavé, obvykle přisedlé, ploché nebo s okrouhlým průřezem. Květy jsou pravidelné, oboupohlavné, jednotlivé nebo ve vrcholových hlávkách podepřených listeny zákrovu. Květy se obvykle otevírají jen za slunečného počasí. Kalich je nenápadný, kališní lístky jsou na bázi srostlé v krátkou trubku. Koruna je prchavá, složená ze 4 až 5, výjimečně až 8 korunních plátků, volná nebo srostlá jen na bázi. Tyčinek je 4 až mnoho a jsou přirostlé na bázi korunních lístků. Semeník je polospodní až spodní, s jednou čnělkou a 2 až 7-ramennou bliznou. Plodem je kulovitá přisedlá tobolka, pukající kolem dokola. Semena jsou drobná, okrouhle ledvinovitá, většinou leskle černá nebo kovově šedá, řidčeji hnědá.

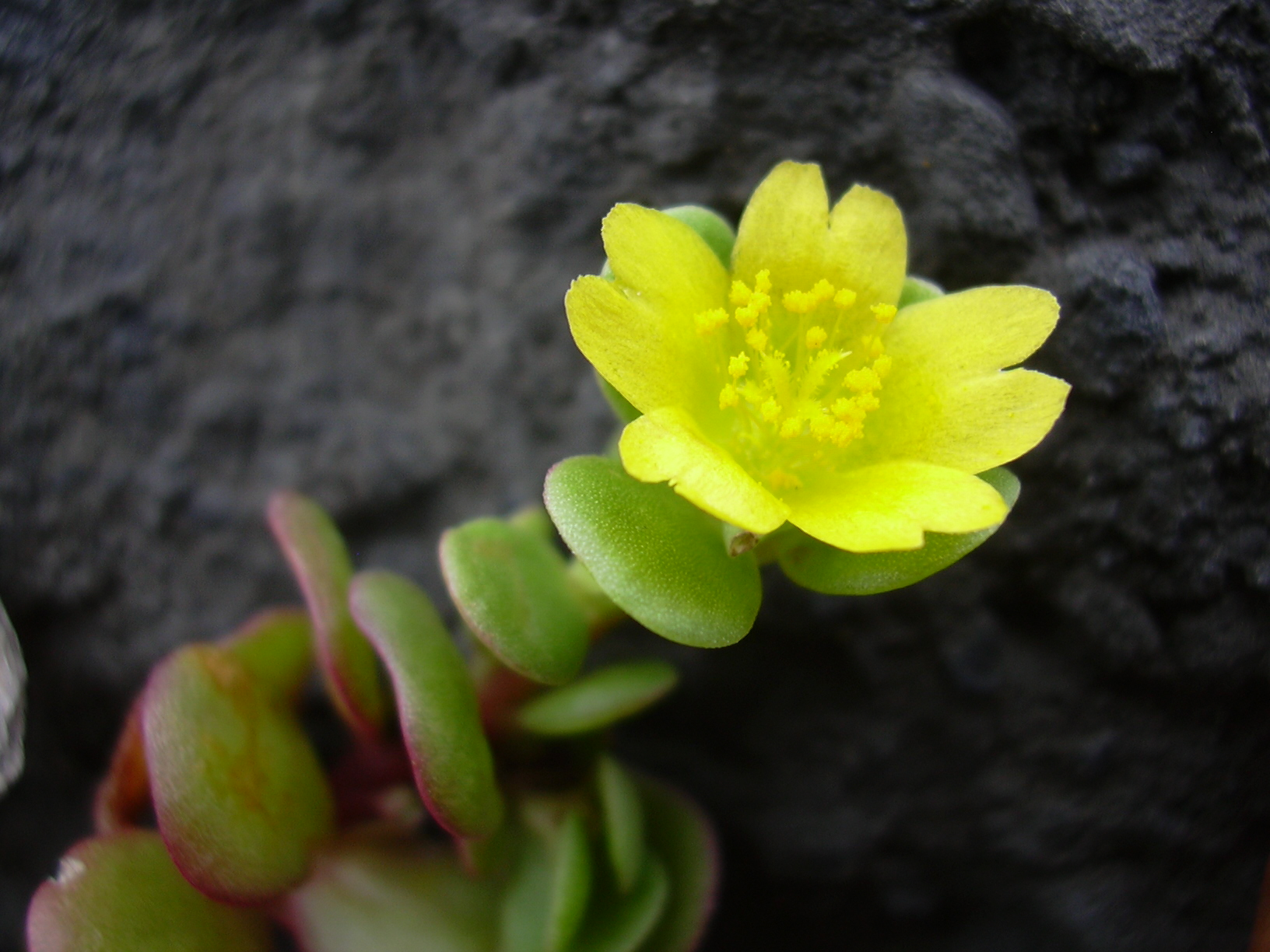
Šrucha Portulaca lutea
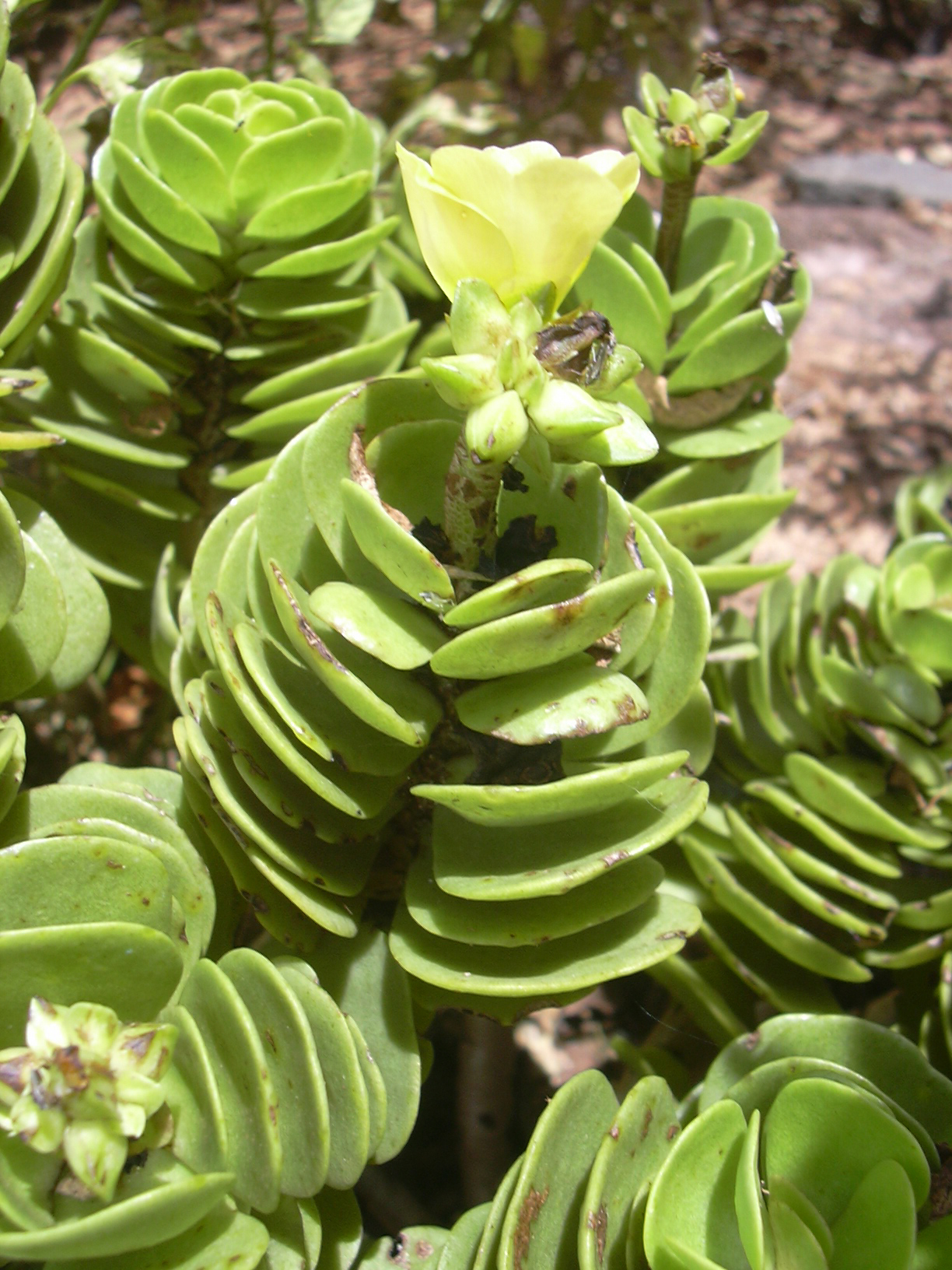
Šrucha Portulaca molokiniensis
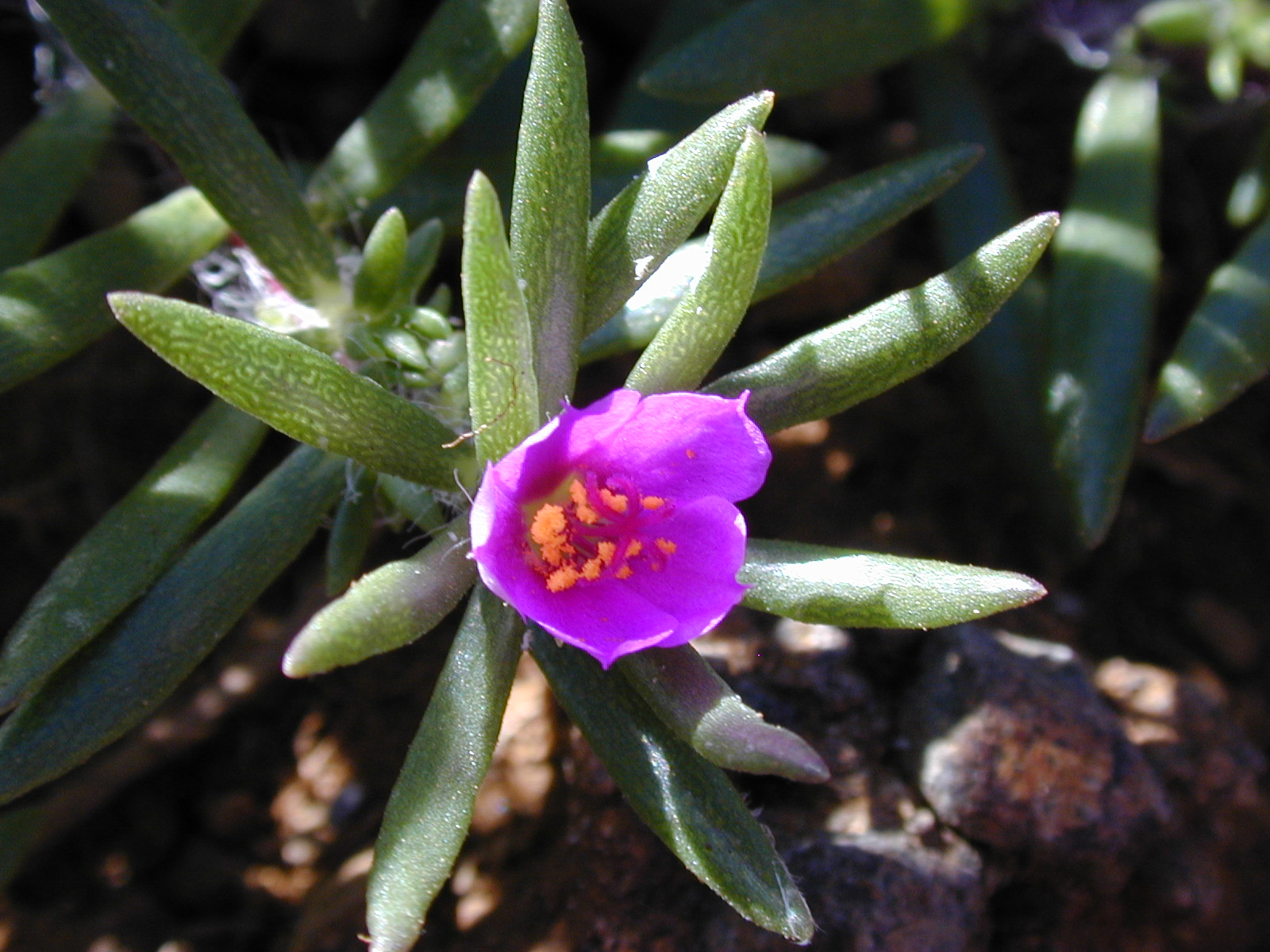
Šrucha Portulaca pilosa
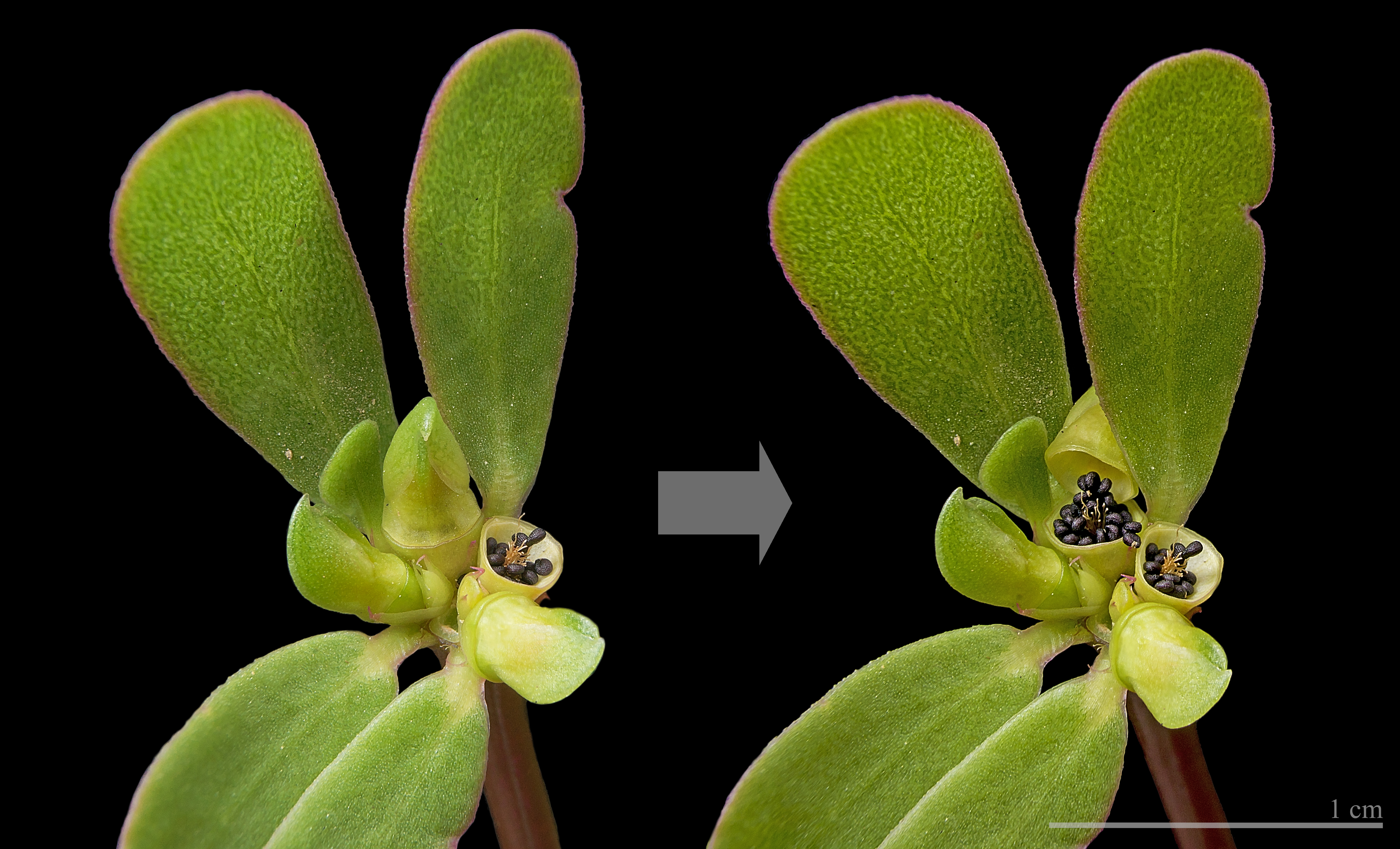
Tobolky šruchy zelné (Portulaca oleracea)

## Rozšíření
Rod šrucha zahrnuje asi 116 druhů. Je rozšířen v tropech a subtropech celého světa, výjimečně přesahuje i do mírného pásu. Nejvíce druhů se vyskytuje v tropické Americe.
V Evropě včetně České republiky se vyskytuje pouze šrucha zelná (Portulaca oleracea), pocházející pravděpodobně z Afriky nebo z Asie a dnes rozšířená v teplejších oblastech celého světa.

## Taxonomie
Molekulární analýza přinesla silný převrat do pojetí celého podřádu Portulacineae řádu hvozdíkotvaré. Klasicky bylo v jeho rámci rozlišováno 6 čeledí: baselkovité (Basellaceae), kaktusovité (Cactaceae), Didiereaceae, Halophytaceae, Hectorellaceae a šruchovité (Portulacaceae). Molekulární analýzou bylo prokázáno, že čeleď šruchovité je parafyletická a skládá se z několika různých větví, které obsahují i čeledi kaktusovité, Didiereaceae a Hectorellaceae. Rody šruchovitých byly proto rozděleny celkem do 5 monofyletických čeledí a v čeledi šruchovité zůstal jediný rod, šrucha:
- Anacampserotaceae (rody Anacampseros, Grahamia a Talinopsis)
- Didiereaceae (Calyptrotheca, Ceraria, Portulacaria + rody původní čeledi Didiereaceae)
- Montiaceae (Calandrinia, Cistanthe, Claytonia, Lewisia, Montia, Phemeranthus a rody z bývalé čeledi Hectorellaceae)
- Talinaceae (Amphipetalum, Talinella, Talinum)
- Portulacaceae (Portulaca)[3]

### Kladogram podřáduPortulacineaeřádu hvozdíkotvaré
|  | Didiereaceae                                                                |
|  |                                                                             |
|  | \| \| Halophytaceae \| \| \| \| \| \| baselkovité (Basellaceae) \| \| \| \| |
|  |                                                                             |
|  | Halophytaceae                                                               |
|  |                                                                             |
|  | baselkovité (Basellaceae)                                                   |
|  |                                                                             |

|  | Halophytaceae             |
|  |                           |
|  | baselkovité (Basellaceae) |
|  |                           |

|  | šruchovité (Portulacaceae)                                                    |
|  |                                                                               |
|  | \| \| Anacampserotaceae \| \| \| \| \| \| kaktusovité (Cactaceae) \| \| \| \| |

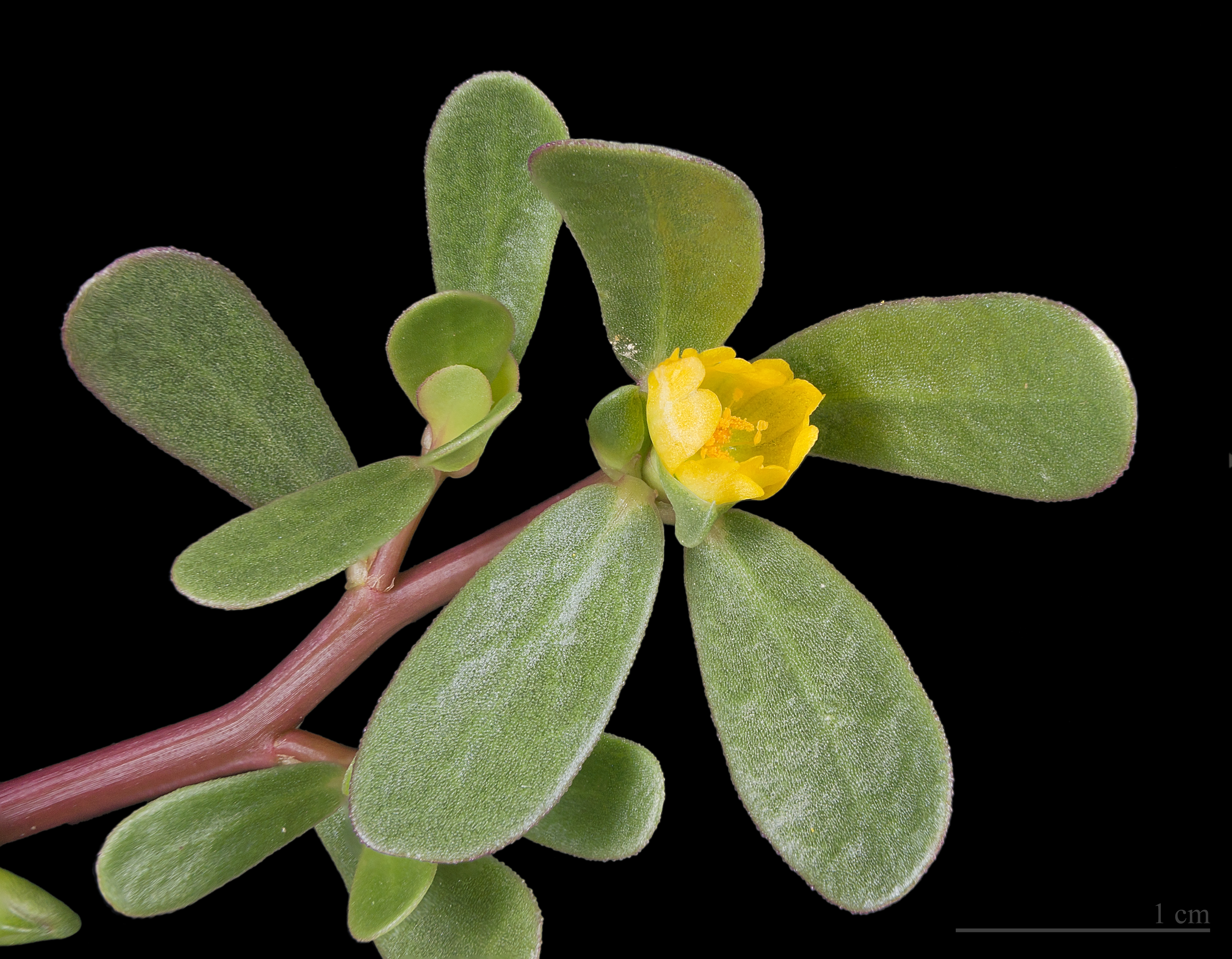
Šrucha zelná (Portulaca oleracea)

|  |                                                                               |
|  | Anacampserotaceae                                                             |
|  |                                                                               |
|  | kaktusovité (Cactaceae)                                                       |
|  |                                                                               |

|  | Anacampserotaceae       |
|  |                         |
|  | kaktusovité (Cactaceae) |
|  |                         |

|  | šruchovité (Portulacaceae)                                                    |
|  |                                                                               |
|  | \| \| Anacampserotaceae \| \| \| \| \| \| kaktusovité (Cactaceae) \| \| \| \| |
|  |                                                                               |
|  | Anacampserotaceae                                                             |
|  |                                                                               |
|  | kaktusovité (Cactaceae)                                                       |
|  |                                                                               |

|  | Anacampserotaceae       |
|  |                         |
|  | kaktusovité (Cactaceae) |
|  |                         |

|  | Didiereaceae                                                                |
|  |                                                                             |
|  | \| \| Halophytaceae \| \| \| \| \| \| baselkovité (Basellaceae) \| \| \| \| |
|  |                                                                             |
|  | Halophytaceae                                                               |
|  |                                                                             |
|  | baselkovité (Basellaceae)                                                   |
|  |                                                                             |

|  | Halophytaceae             |
|  |                           |
|  | baselkovité (Basellaceae) |
|  |                           |

|  | šruchovité (Portulacaceae)                                                    |
|  |                                                                               |
|  | \| \| Anacampserotaceae \| \| \| \| \| \| kaktusovité (Cactaceae) \| \| \| \| |
|  |                                                                               |
|  | Anacampserotaceae                                                             |
|  |                                                                               |
|  | kaktusovité (Cactaceae)                                                       |
|  |                                                                               |

|  | Anacampserotaceae       |
|  |                         |
|  | kaktusovité (Cactaceae) |
|  |                         |

|  | šruchovité (Portulacaceae)                                                    |
|  |                                                                               |
|  | \| \| Anacampserotaceae \| \| \| \| \| \| kaktusovité (Cactaceae) \| \| \| \| |
|  |                                                                               |
|  | Anacampserotaceae                                                             |
|  |                                                                               |
|  | kaktusovité (Cactaceae)                                                       |
|  |                                                                               |

|  | Anacampserotaceae       |
|  |                         |
|  | kaktusovité (Cactaceae) |
|  |                         |

|  | Didiereaceae                                                                |
|  |                                                                             |
|  | \| \| Halophytaceae \| \| \| \| \| \| baselkovité (Basellaceae) \| \| \| \| |
|  |                                                                             |
|  | Halophytaceae                                                               |
|  |                                                                             |
|  | baselkovité (Basellaceae)                                                   |
|  |                                                                             |

|  | Halophytaceae             |
|  |                           |
|  | baselkovité (Basellaceae) |
|  |                           |

|  | šruchovité (Portulacaceae)                                                    |
|  |                                                                               |
|  | \| \| Anacampserotaceae \| \| \| \| \| \| kaktusovité (Cactaceae) \| \| \| \| |
|  |                                                                               |
|  | Anacampserotaceae                                                             |
|  |                                                                               |
|  | kaktusovité (Cactaceae)                                                       |
|  |                                                                               |

|  | Anacampserotaceae       |
|  |                         |
|  | kaktusovité (Cactaceae) |
|  |                         |

|  | šruchovité (Portulacaceae)                                                    |
|  |                                                                               |
|  | \| \| Anacampserotaceae \| \| \| \| \| \| kaktusovité (Cactaceae) \| \| \| \| |
|  |                                                                               |
|  | Anacampserotaceae                                                             |
|  |                                                                               |
|  | kaktusovité (Cactaceae)                                                       |
|  |                                                                               |

|  | Anacampserotaceae       |
|  |                         |
|  | kaktusovité (Cactaceae) |
|  |                         |

|  | Didiereaceae                                                                |
|  |                                                                             |
|  | \| \| Halophytaceae \| \| \| \| \| \| baselkovité (Basellaceae) \| \| \| \| |
|  |                                                                             |
|  | Halophytaceae                                                               |
|  |                                                                             |
|  | baselkovité (Basellaceae)                                                   |
|  |                                                                             |

|  | Halophytaceae             |
|  |                           |
|  | baselkovité (Basellaceae) |
|  |                           |

|  | šruchovité (Portulacaceae)                                                    |
|  |                                                                               |
|  | \| \| Anacampserotaceae \| \| \| \| \| \| kaktusovité (Cactaceae) \| \| \| \| |
|  |                                                                               |
|  | Anacampserotaceae                                                             |
|  |                                                                               |
|  | kaktusovité (Cactaceae)                                                       |
|  |                                                                               |

|  | Anacampserotaceae       |
|  |                         |
|  | kaktusovité (Cactaceae) |
|  |                         |

|  | šruchovité (Portulacaceae)                                                    |
|  |                                                                               |
|  | \| \| Anacampserotaceae \| \| \| \| \| \| kaktusovité (Cactaceae) \| \| \| \| |
|  |                                                                               |
|  | Anacampserotaceae                                                             |
|  |                                                                               |
|  | kaktusovité (Cactaceae)                                                       |
|  |                                                                               |

|  | Anacampserotaceae       |
|  |                         |
|  | kaktusovité (Cactaceae) |
|  |                         |

|  | Didiereaceae                                                                |
|  |                                                                             |
|  | \| \| Halophytaceae \| \| \| \| \| \| baselkovité (Basellaceae) \| \| \| \| |
|  |                                                                             |
|  | Halophytaceae                                                               |
|  |                                                                             |
|  | baselkovité (Basellaceae)                                                   |
|  |                                                                             |

|  | Halophytaceae             |
|  |                           |
|  | baselkovité (Basellaceae) |
|  |                           |

|  | šruchovité (Portulacaceae)                                                    |
|  |                                                                               |
|  | \| \| Anacampserotaceae \| \| \| \| \| \| kaktusovité (Cactaceae) \| \| \| \| |
|  |                                                                               |
|  | Anacampserotaceae                                                             |
|  |                                                                               |
|  | kaktusovité (Cactaceae)                                                       |
|  |                                                                               |

|  | Anacampserotaceae       |
|  |                         |
|  | kaktusovité (Cactaceae) |
|  |                         |

|  | šruchovité (Portulacaceae)                                                    |
|  |                                                                               |
|  | \| \| Anacampserotaceae \| \| \| \| \| \| kaktusovité (Cactaceae) \| \| \| \| |
|  |                                                                               |
|  | Anacampserotaceae                                                             |
|  |                                                                               |
|  | kaktusovité (Cactaceae)                                                       |
|  |                                                                               |

|  | Anacampserotaceae       |
|  |                         |
|  | kaktusovité (Cactaceae) |
|  |                         |

|  | Didiereaceae                                                                |
|  |                                                                             |
|  | \| \| Halophytaceae \| \| \| \| \| \| baselkovité (Basellaceae) \| \| \| \| |
|  |                                                                             |
|  | Halophytaceae                                                               |
|  |                                                                             |
|  | baselkovité (Basellaceae)                                                   |
|  |                                                                             |

|  | Halophytaceae             |
|  |                           |
|  | baselkovité (Basellaceae) |
|  |                           |

|  | šruchovité (Portulacaceae)                                                    |
|  |                                                                               |
|  | \| \| Anacampserotaceae \| \| \| \| \| \| kaktusovité (Cactaceae) \| \| \| \| |
|  |                                                                               |
|  | Anacampserotaceae                                                             |
|  |                                                                               |
|  | kaktusovité (Cactaceae)                                                       |
|  |                                                                               |

|  | Anacampserotaceae       |
|  |                         |
|  | kaktusovité (Cactaceae) |
|  |                         |

|  | šruchovité (Portulacaceae)                                                    |
|  |                                                                               |
|  | \| \| Anacampserotaceae \| \| \| \| \| \| kaktusovité (Cactaceae) \| \| \| \| |
|  |                                                                               |
|  | Anacampserotaceae                                                             |
|  |                                                                               |
|  | kaktusovité (Cactaceae)                                                       |
|  |                                                                               |

|  | Anacampserotaceae       |
|  |                         |
|  | kaktusovité (Cactaceae) |
|  |                         |

|  | Didiereaceae                                                                |
|  |                                                                             |
|  | \| \| Halophytaceae \| \| \| \| \| \| baselkovité (Basellaceae) \| \| \| \| |
|  |                                                                             |
|  | Halophytaceae                                                               |
|  |                                                                             |
|  | baselkovité (Basellaceae)                                                   |
|  |                                                                             |

|  | Halophytaceae             |
|  |                           |
|  | baselkovité (Basellaceae) |
|  |                           |

|  | šruchovité (Portulacaceae)                                                    |
|  |                                                                               |
|  | \| \| Anacampserotaceae \| \| \| \| \| \| kaktusovité (Cactaceae) \| \| \| \| |
|  |                                                                               |
|  | Anacampserotaceae                                                             |
|  |                                                                               |
|  | kaktusovité (Cactaceae)                                                       |
|  |                                                                               |

|  | Anacampserotaceae       |
|  |                         |
|  | kaktusovité (Cactaceae) |
|  |                         |

|  | šruchovité (Portulacaceae)                                                    |
|  |                                                                               |
|  | \| \| Anacampserotaceae \| \| \| \| \| \| kaktusovité (Cactaceae) \| \| \| \| |
|  |                                                                               |
|  | Anacampserotaceae                                                             |
|  |                                                                               |
|  | kaktusovité (Cactaceae)                                                       |
|  |                                                                               |

|  | Anacampserotaceae       |
|  |                         |
|  | kaktusovité (Cactaceae) |
|  |                         |

|  | Didiereaceae                                                                |
|  |                                                                             |
|  | \| \| Halophytaceae \| \| \| \| \| \| baselkovité (Basellaceae) \| \| \| \| |
|  |                                                                             |
|  | Halophytaceae                                                               |
|  |                                                                             |
|  | baselkovité (Basellaceae)                                                   |
|  |                                                                             |

|  | Halophytaceae             |
|  |                           |
|  | baselkovité (Basellaceae) |
|  |                           |

|  | šruchovité (Portulacaceae)                                                    |
|  |                                                                               |
|  | \| \| Anacampserotaceae \| \| \| \| \| \| kaktusovité (Cactaceae) \| \| \| \| |
|  |                                                                               |
|  | Anacampserotaceae                                                             |
|  |                                                                               |
|  | kaktusovité (Cactaceae)                                                       |
|  |                                                                               |

|  | Anacampserotaceae       |
|  |                         |
|  | kaktusovité (Cactaceae) |
|  |                         |

|  | šruchovité (Portulacaceae)                                                    |
|  |                                                                               |
|  | \| \| Anacampserotaceae \| \| \| \| \| \| kaktusovité (Cactaceae) \| \| \| \| |
|  |                                                                               |
|  | Anacampserotaceae                                                             |
|  |                                                                               |
|  | kaktusovité (Cactaceae)                                                       |
|  |                                                                               |

|  | Anacampserotaceae       |
|  |                         |
|  | kaktusovité (Cactaceae) |
|  |                         |

|  | Didiereaceae                                                                |
|  |                                                                             |
|  | \| \| Halophytaceae \| \| \| \| \| \| baselkovité (Basellaceae) \| \| \| \| |
|  |                                                                             |
|  | Halophytaceae                                                               |
|  |                                                                             |
|  | baselkovité (Basellaceae)                                                   |
|  |                                                                             |

|  | Halophytaceae             |
|  |                           |
|  | baselkovité (Basellaceae) |
|  |                           |

|  | šruchovité (Portulacaceae)                                                    |
|  |                                                                               |
|  | \| \| Anacampserotaceae \| \| \| \| \| \| kaktusovité (Cactaceae) \| \| \| \| |
|  |                                                                               |
|  | Anacampserotaceae                                                             |
|  |                                                                               |
|  | kaktusovité (Cactaceae)                                                       |
|  |                                                                               |

|  | Anacampserotaceae       |
|  |                         |
|  | kaktusovité (Cactaceae) |
|  |                         |

|  | šruchovité (Portulacaceae)                                                    |
|  |                                                                               |
|  | \| \| Anacampserotaceae \| \| \| \| \| \| kaktusovité (Cactaceae) \| \| \| \| |
|  |                                                                               |
|  | Anacampserotaceae                                                             |
|  |                                                                               |
|  | kaktusovité (Cactaceae)                                                       |
|  |                                                                               |

|  | Anacampserotaceae       |
|  |                         |
|  | kaktusovité (Cactaceae) |
|  |                         |

|  | Didiereaceae                                                                |
|  |                                                                             |
|  | \| \| Halophytaceae \| \| \| \| \| \| baselkovité (Basellaceae) \| \| \| \| |
|  |                                                                             |
|  | Halophytaceae                                                               |
|  |                                                                             |
|  | baselkovité (Basellaceae)                                                   |
|  |                                                                             |

|  | Halophytaceae             |
|  |                           |
|  | baselkovité (Basellaceae) |
|  |                           |

|  | šruchovité (Portulacaceae)                                                    |
|  |                                                                               |
|  | \| \| Anacampserotaceae \| \| \| \| \| \| kaktusovité (Cactaceae) \| \| \| \| |
|  |                                                                               |
|  | Anacampserotaceae                                                             |
|  |                                                                               |
|  | kaktusovité (Cactaceae)                                                       |
|  |                                                                               |

|  | Anacampserotaceae       |
|  |                         |
|  | kaktusovité (Cactaceae) |
|  |                         |

|  | šruchovité (Portulacaceae)                                                    |
|  |                                                                               |
|  | \| \| Anacampserotaceae \| \| \| \| \| \| kaktusovité (Cactaceae) \| \| \| \| |
|  |                                                                               |
|  | Anacampserotaceae                                                             |
|  |                                                                               |
|  | kaktusovité (Cactaceae)                                                       |
|  |                                                                               |

|  | Anacampserotaceae       |
|  |                         |
|  | kaktusovité (Cactaceae) |
|  |                         |

|  | Didiereaceae                                                                |
|  |                                                                             |
|  | \| \| Halophytaceae \| \| \| \| \| \| baselkovité (Basellaceae) \| \| \| \| |
|  |                                                                             |
|  | Halophytaceae                                                               |
|  |                                                                             |
|  | baselkovité (Basellaceae)                                                   |
|  |                                                                             |

|  | Halophytaceae             |
|  |                           |
|  | baselkovité (Basellaceae) |
|  |                           |

|  | šruchovité (Portulacaceae)                                                    |
|  |                                                                               |
|  | \| \| Anacampserotaceae \| \| \| \| \| \| kaktusovité (Cactaceae) \| \| \| \| |
|  |                                                                               |
|  | Anacampserotaceae                                                             |
|  |                                                                               |
|  | kaktusovité (Cactaceae)                                                       |
|  |                                                                               |

|  | Anacampserotaceae       |
|  |                         |
|  | kaktusovité (Cactaceae) |
|  |                         |

|  | šruchovité (Portulacaceae)                                                    |
|  |                                                                               |
|  | \| \| Anacampserotaceae \| \| \| \| \| \| kaktusovité (Cactaceae) \| \| \| \| |
|  |                                                                               |
|  | Anacampserotaceae                                                             |
|  |                                                                               |
|  | kaktusovité (Cactaceae)                                                       |
|  |                                                                               |

|  | Anacampserotaceae       |
|  |                         |
|  | kaktusovité (Cactaceae) |
|  |                         |

|  | Didiereaceae                                                                |
|  |                                                                             |
|  | \| \| Halophytaceae \| \| \| \| \| \| baselkovité (Basellaceae) \| \| \| \| |
|  |                                                                             |
|  | Halophytaceae                                                               |
|  |                                                                             |
|  | baselkovité (Basellaceae)                                                   |
|  |                                                                             |

|  | Halophytaceae             |
|  |                           |
|  | baselkovité (Basellaceae) |
|  |                           |

|  | šruchovité (Portulacaceae)                                                    |
|  |                                                                               |
|  | \| \| Anacampserotaceae \| \| \| \| \| \| kaktusovité (Cactaceae) \| \| \| \| |
|  |                                                                               |
|  | Anacampserotaceae                                                             |
|  |                                                                               |
|  | kaktusovité (Cactaceae)                                                       |
|  |                                                                               |

|  | Anacampserotaceae       |
|  |                         |
|  | kaktusovité (Cactaceae) |
|  |                         |

|  | šruchovité (Portulacaceae)                                                    |
|  |                                                                               |
|  | \| \| Anacampserotaceae \| \| \| \| \| \| kaktusovité (Cactaceae) \| \| \| \| |
|  |                                                                               |
|  | Anacampserotaceae                                                             |
|  |                                                                               |
|  | kaktusovité (Cactaceae)                                                       |
|  |                                                                               |

|  | Anacampserotaceae       |
|  |                         |
|  | kaktusovité (Cactaceae) |
|  |                         |

|  | Didiereaceae                                                                |
|  |                                                                             |
|  | \| \| Halophytaceae \| \| \| \| \| \| baselkovité (Basellaceae) \| \| \| \| |
|  |                                                                             |
|  | Halophytaceae                                                               |
|  |                                                                             |
|  | baselkovité (Basellaceae)                                                   |
|  |                                                                             |

|  | Halophytaceae             |
|  |                           |
|  | baselkovité (Basellaceae) |
|  |                           |

|  | šruchovité (Portulacaceae)                                                    |
|  |                                                                               |
|  | \| \| Anacampserotaceae \| \| \| \| \| \| kaktusovité (Cactaceae) \| \| \| \| |
|  |                                                                               |
|  | Anacampserotaceae                                                             |
|  |                                                                               |
|  | kaktusovité (Cactaceae)                                                       |
|  |                                                                               |

|  | Anacampserotaceae       |
|  |                         |
|  | kaktusovité (Cactaceae) |
|  |                         |

|  | šruchovité (Portulacaceae)                                                    |
|  |                                                                               |
|  | \| \| Anacampserotaceae \| \| \| \| \| \| kaktusovité (Cactaceae) \| \| \| \| |
|  |                                                                               |
|  | Anacampserotaceae                                                             |
|  |                                                                               |
|  | kaktusovité (Cactaceae)                                                       |
|  |                                                                               |

|  | Anacampserotaceae       |
|  |                         |
|  | kaktusovité (Cactaceae) |
|  |                         |

|  | Didiereaceae                                                                |
|  |                                                                             |
|  | \| \| Halophytaceae \| \| \| \| \| \| baselkovité (Basellaceae) \| \| \| \| |
|  |                                                                             |
|  | Halophytaceae                                                               |
|  |                                                                             |
|  | baselkovité (Basellaceae)                                                   |
|  |                                                                             |

|  | Halophytaceae             |
|  |                           |
|  | baselkovité (Basellaceae) |
|  |                           |

|  | šruchovité (Portulacaceae)                                                    |
|  |                                                                               |
|  | \| \| Anacampserotaceae \| \| \| \| \| \| kaktusovité (Cactaceae) \| \| \| \| |
|  |                                                                               |
|  | Anacampserotaceae                                                             |
|  |                                                                               |
|  | kaktusovité (Cactaceae)                                                       |
|  |                                                                               |

|  | Anacampserotaceae       |
|  |                         |
|  | kaktusovité (Cactaceae) |
|  |                         |

|  | šruchovité (Portulacaceae)                                                    |
|  |                                                                               |
|  | \| \| Anacampserotaceae \| \| \| \| \| \| kaktusovité (Cactaceae) \| \| \| \| |
|  |                                                                               |
|  | Anacampserotaceae                                                             |
|  |                                                                               |
|  | kaktusovité (Cactaceae)                                                       |
|  |                                                                               |

|  | Anacampserotaceae       |
|  |                         |
|  | kaktusovité (Cactaceae) |
|  |                         |

|  | Didiereaceae                                                                |
|  |                                                                             |
|  | \| \| Halophytaceae \| \| \| \| \| \| baselkovité (Basellaceae) \| \| \| \| |
|  |                                                                             |
|  | Halophytaceae                                                               |
|  |                                                                             |
|  | baselkovité (Basellaceae)                                                   |
|  |                                                                             |

|  | Halophytaceae             |
|  |                           |
|  | baselkovité (Basellaceae) |
|  |                           |

|  | šruchovité (Portulacaceae)                                                    |
|  |                                                                               |
|  | \| \| Anacampserotaceae \| \| \| \| \| \| kaktusovité (Cactaceae) \| \| \| \| |
|  |                                                                               |
|  | Anacampserotaceae                                                             |
|  |                                                                               |
|  | kaktusovité (Cactaceae)                                                       |
|  |                                                                               |

|  | Anacampserotaceae       |
|  |                         |
|  | kaktusovité (Cactaceae) |
|  |                         |

|  | šruchovité (Portulacaceae)                                                    |
|  |                                                                               |
|  | \| \| Anacampserotaceae \| \| \| \| \| \| kaktusovité (Cactaceae) \| \| \| \| |
|  |                                                                               |
|  | Anacampserotaceae                                                             |
|  |                                                                               |
|  | kaktusovité (Cactaceae)                                                       |
|  |                                                                               |

|  | Anacampserotaceae       |
|  |                         |
|  | kaktusovité (Cactaceae) |
|  |                         |

|  | Didiereaceae                                                                |
|  |                                                                             |
|  | \| \| Halophytaceae \| \| \| \| \| \| baselkovité (Basellaceae) \| \| \| \| |
|  |                                                                             |
|  | Halophytaceae                                                               |
|  |                                                                             |
|  | baselkovité (Basellaceae)                                                   |
|  |                                                                             |

|  | Halophytaceae             |
|  |                           |
|  | baselkovité (Basellaceae) |
|  |                           |

|  | šruchovité (Portulacaceae)                                                    |
|  |                                                                               |
|  | \| \| Anacampserotaceae \| \| \| \| \| \| kaktusovité (Cactaceae) \| \| \| \| |
|  |                                                                               |
|  | Anacampserotaceae                                                             |
|  |                                                                               |
|  | kaktusovité (Cactaceae)                                                       |
|  |                                                                               |

|  | Anacampserotaceae       |
|  |                         |
|  | kaktusovité (Cactaceae) |
|  |                         |

|  | šruchovité (Portulacaceae)                                                    |
|  |                                                                               |
|  | \| \| Anacampserotaceae \| \| \| \| \| \| kaktusovité (Cactaceae) \| \| \| \| |
|  |                                                                               |
|  | Anacampserotaceae                                                             |
|  |                                                                               |
|  | kaktusovité (Cactaceae)                                                       |
|  |                                                                               |

|  | Anacampserotaceae       |
|  |                         |
|  | kaktusovité (Cactaceae) |
|  |                         |

## Význam
Šrucha zelná setá (Portulaca oleracea subsp. sativa) je v tropických zemích především Starého světa oblíbená listová zelenina. Jako letnička se u nás běžně pěstuje šrucha velkokvětá (Portulaca grandiflora), a to i v pestrobarevné směsi a v plnokvětých kultivarech.

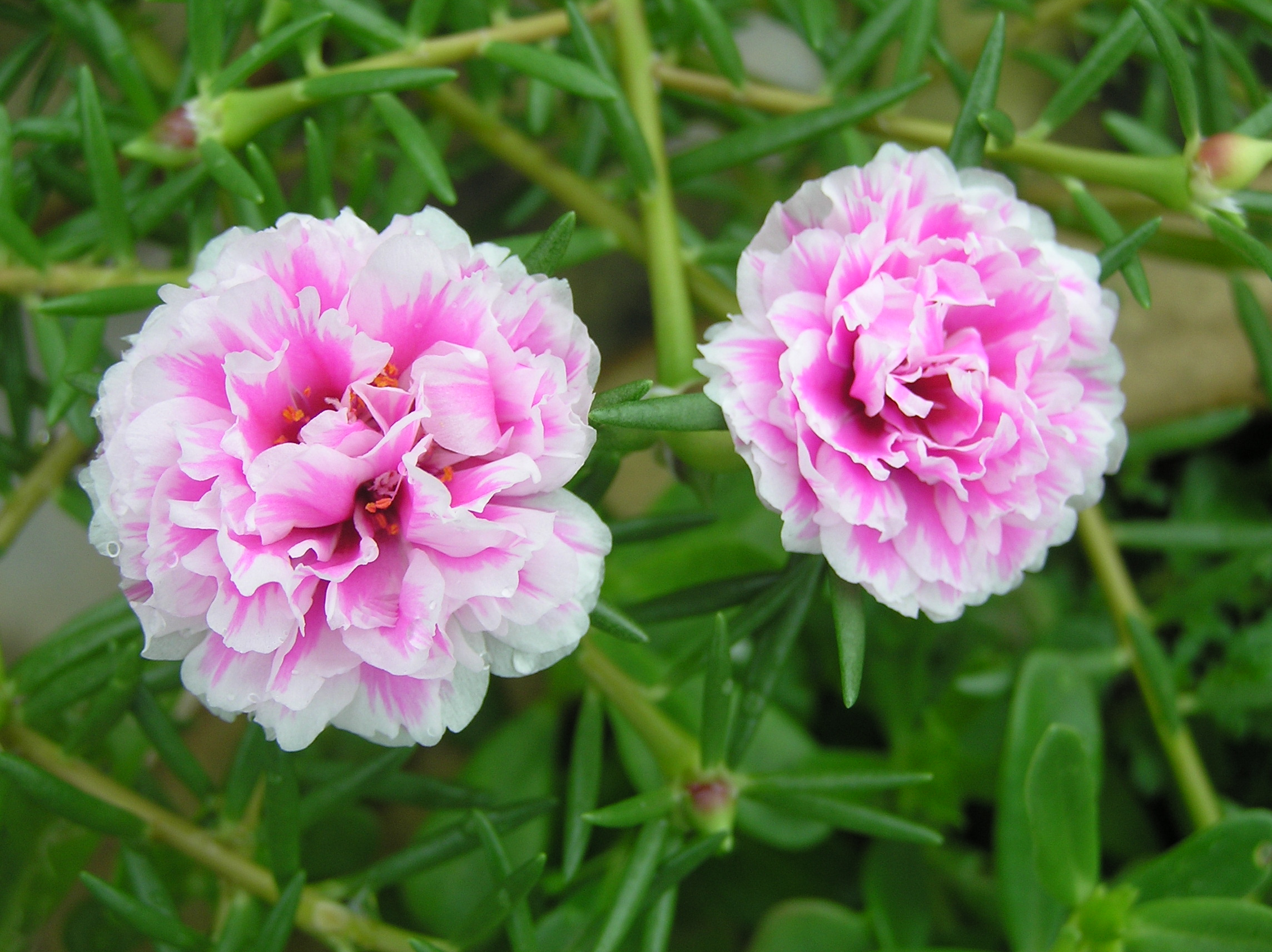
Plnokvětý kultivar šruchy velkokvěté
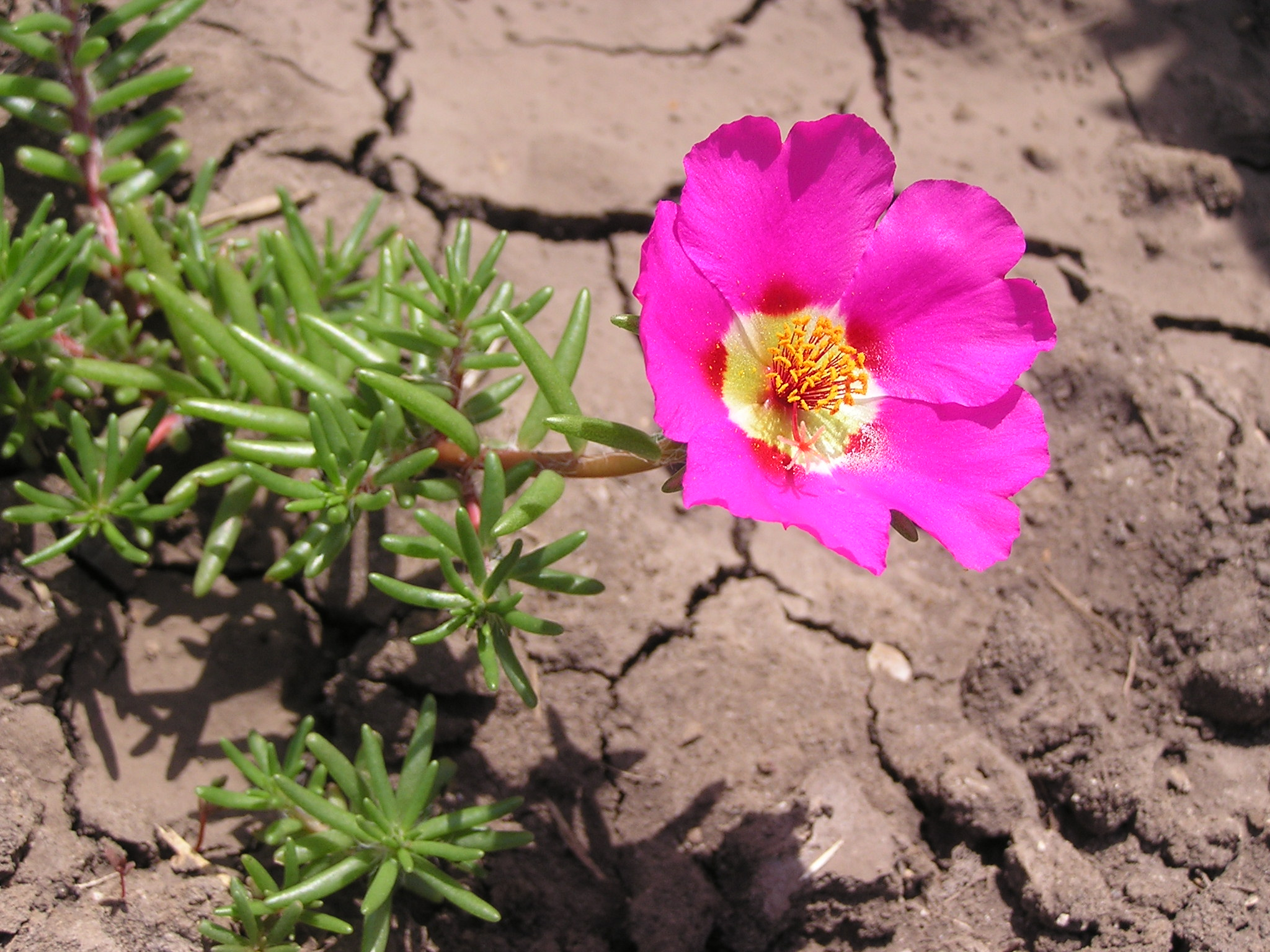
Šrucha velkokvětá (Portulaca grandiflora)
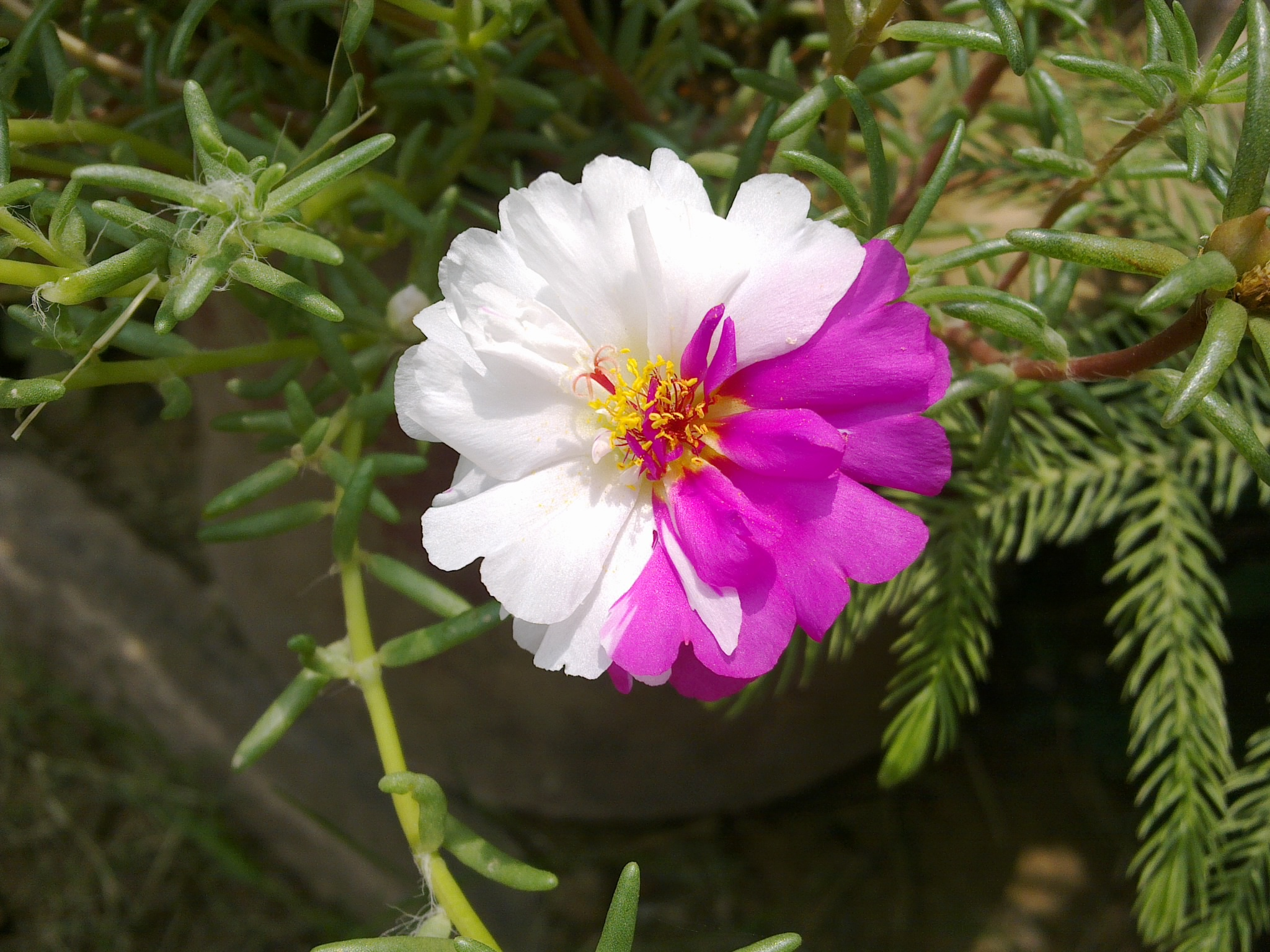
Plnokvětý kultivar šruchy velkokvěté

## Zástupci
- šrucha velkokvětá (Portulaca grandiflora)
- šrucha zelná (Portulaca oleracea)